# Pátá planeta smrti 2: Peklo pirátů
Pátá planeta smrti 2: Peklo pirátů (rusky Мир Смерти против флибустьеров: Ад для флибустьеров) je vědeckofantastický román ruského autora Anta Skalandise (pseudonym Antona Viktoroviče Molčanova) a amerického spisovatele Harryho Harrisona vydaný ruským nakladatelstvím Eksmo-Press v roce 1998.
Je to sedmý díl knižní série Planety smrti, původně trilogie Harryho Harrisona z 60. let 20. století, přičemž v ruském originále vyšel dohromady v jedné knize spolu s šestým dílem Мир Смерти против флибустьеров: Флибустьерский рай (česky zvlášť jako Pátá planeta smrti 1: Ráj pirátů).
České vydání realizovalo ostravské nakladatelství Fantom Print v roce 2005 (ISBN 80-86354-59-8).

## Námět
Vesmírní piráti vedení Henrym Morganem přijali návrh Jasona dinAlta a angažují se v boji proti smrtící pyrranské fauně a flóře. Průběh bojů zaznamenávají televizní štáby a v galaxii se sází na jejich výsledky. Nicméně Jason má své vlastní úmysly.

## Česká vydání
- Pátá planeta smrti 2: Peklo pirátů, Fantom Print, Ostrava, 2005, 1. vydání, překlad Zdeněk Zachodil, brožovaná vazba, 192 stran, ISBN 80-86354-59-8